# Amor sagrado, amor profano
Amor sagrado, amor profano, también conocido como Amor místico, amor profano, es una obra pictórica de Julio Romero de Torres, realizada en el año 1908 y que pertenece a la Colección Cajasur, expuesto en el palacio de Viana en Córdoba.
El cuadro fue expuesto por primera vez en la Exposición Nacional de 1908, en el que ganó la primera medalla con otro cuadro. Originalmente, la obra se iba a denominar Las vírgenes, aunque Valle-Inclán, amigo del pintor, le dio el definitivo influenciado por Amor sacro y amor profano del pintor renacentista Tiziano.

## Representación
La obra representa a dos mujeres que respiran un aire de misterio y están a punto de darse la mano. Las mujeres parecen estar en un cementerio, ya que se vislumbran los nichos desde el fondo, con algunos naranjos. En el centro, entre las dos mujeres, se aprecia una mujer vestida de blanco rezando ante un ataúd y abajo, una rosa blanca que simbolizaría pureza.
Las dos mujeres van vestidas muy distintas: una, con velo y prendas de luto; la otra, de blanco, a la moda. Aun así, parecen tener cierta similitud y algunos autores las ven como hermanas.
El dramaturgo Valle-Inclán, amigo del autor, comentó la obra detalladamente:

Hay dos figuras de mujer que tienen entre sí una vaga semejanza, toda llena de emoción y de misterio, algo como el perfume de dos rosas que una fuese diabólica y otra divina: la rosa de fuego y sangre, y la otra de castidad y de dolor. Y esta semejanza, de tan profundad emoción, parece querer decirnos el origen común de uno y otro amor, y que aquellas que van a juntar sus manos son dos hermanas. Y aquel sepulcro que en término distante aparece entre ellas nos dice en la paz cristalina y silenciosa del fondo que uno mismo será su fin. Hay un profundo sentido místico en este cuadro, donde el paisaje parece haber nacido después de una oración. Tan honda es la armonía de este cuadro, que si un soplo de aire pudiese pasar sobre él, dándole movimiento y vida, las figuras perderían parte de su belleza y todo aquel poder religioso y fascinante. El pintor ha realizado la obra triunfadora del tiempo, porque ha conseguido hacer las cosas mudas y quietas, más intensas que la vida misma.
Valle-Inclán

## Exposiciones temporales
El cuadro estuvo expuesto en el Museo Carmen Thyssen Málaga entre el 27 de abril y el 8 de septiembre de 2013 durante la exposición "Julio Romero de Torres. Entre el mito y la tradición".